# Empoisonnement d'Alexeï Navalny
Ne doit pas être confondu avec Mort d'Alexeï Navalny.
Le 20 août 2020, l'opposant russe et militant anti-corruption Alexeï Navalny a été empoisonné avec un agent neurotoxique novitchok et a été hospitalisé dans un état grave. Lors d'un vol de Tomsk à Moscou, il est tombé malade et a été transporté dans un hôpital d'Omsk après un atterrissage d'urgence là-bas, et plongé dans le coma. Il a été évacué à l'hôpital de la Charité à Berlin, en Allemagne, deux jours plus tard. L'utilisation de l'agent neurotoxique a été confirmée par cinq laboratoires certifiés par l'Organisation pour l'interdiction des armes chimiques (OIAC),. Le 7 septembre, les médecins ont annoncé qu'ils avaient sorti Navalny du coma provoqué et que son état s'était amélioré. Il est sorti de l'hôpital le 22 septembre 2020. L'OIAC a déclaré qu'un inhibiteur de la cholinestérase du groupe novitchok avait été trouvé dans le sang, l'urine, les échantillons de peau de Navalny et sa bouteille d'eau,,. Dans le même temps, le rapport de l'OIAC a précisé que Navalny avait été empoisonné avec un nouveau type de novitchok, qui ne figurait pas sur la liste des produits chimiques contrôlés (en) de la Convention sur les armes chimiques,,.
D'autres Russes éminents, en particulier ceux qui critiquent le Kremlin, ont subi des attaques d'empoisonnement au cours des deux dernières décennies. Navalny a accusé le président Vladimir Poutine d'être responsable de son empoisonnement. L'UE et le Royaume-Uni ont imposé des sanctions pour l'empoisonnement de Navalny au directeur du Service fédéral de sécurité russe (FSB), Alexandre Bortnikov et à cinq autres hauts responsables russes et à l'Institut de recherche d'État sur la chimie organique et la technologie (GosNIIOKhT). Selon l'UE, l'empoisonnement de Navalny n'est devenu possible « qu'avec le consentement du bureau exécutif présidentiel » et avec la participation du FSB,,. Une enquête menée par Bellingcat et The Insider a impliqué des agents du FSB dans l'empoisonnement de Navalny.
Les procureurs russes ont refusé d'ouvrir une enquête criminelle officielle sur l'empoisonnement, affirmant qu'ils n'avaient trouvé aucun signe qu'un crime avait été commis,, et le Kremlin a nié toute implication dans l'empoisonnement de Navalny.
Le 17 janvier 2021, Navalny est rentré en Russie depuis l'Allemagne et a été détenu à l'aéroport international Sheremetyevo pour avoir enfreint les conditions de sa probation. Le 2 février, sa condamnation avec sursis a été remplacée par une peine de prison, ce qui signifie qu'il passerait plus de deux ans et demi dans une colonie pénitentiaire.

## Contexte

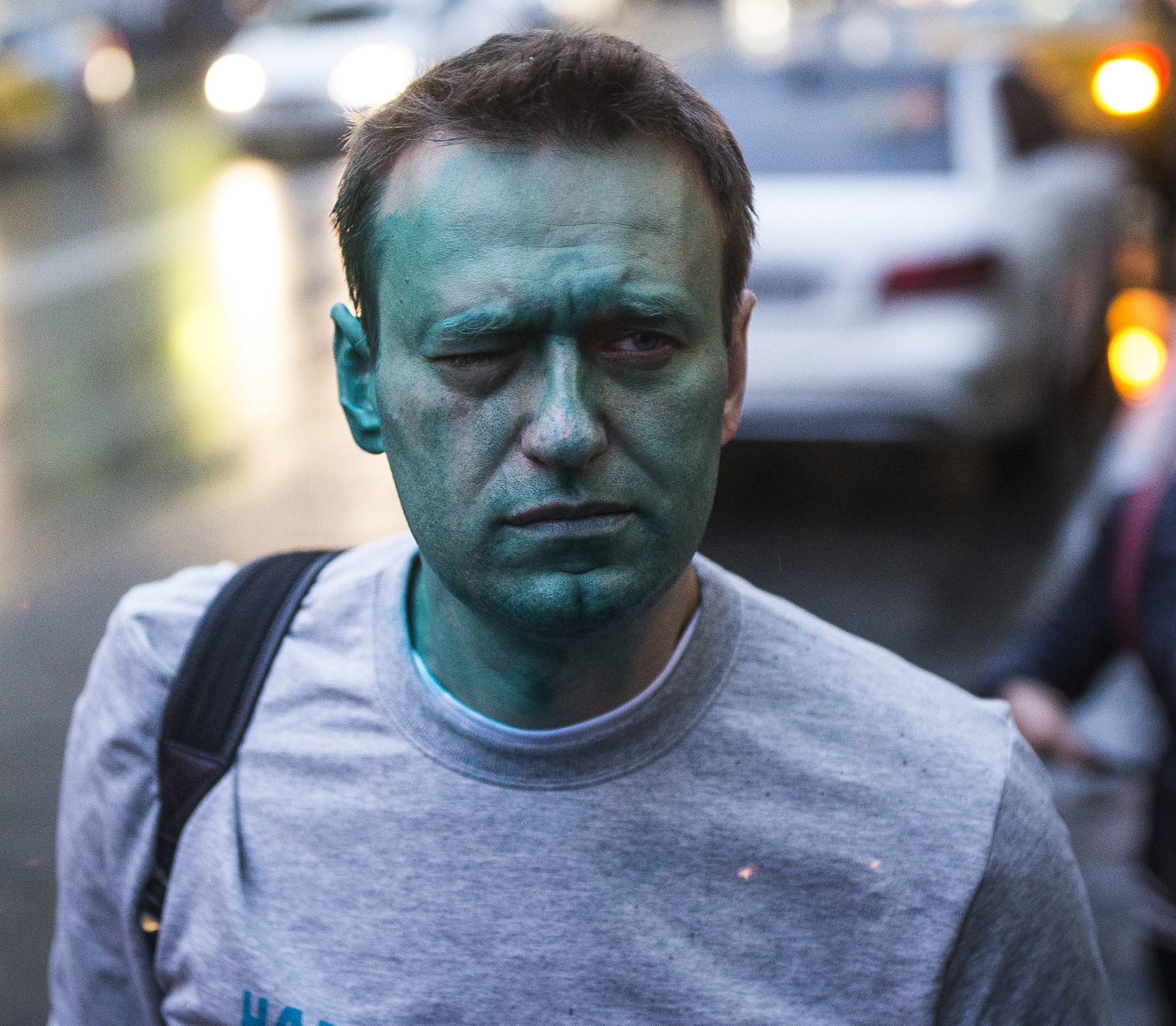
Navalny, à la suite d'une attaque de Zelyonka en avril 2017.

Alexeï Navalny a déjà été attaqué par des substances chimiques. Le 27 avril 2017, Navalny a été attaqué par des assaillants inconnus devant son bureau de la Fondation anti-corruption qui lui ont aspergé le visage d'un colorant vert brillant, peut-être mélangé à d'autres composants (voir attaque de Zelyonka (en)). Il a dit qu'il avait perdu 80 % de la vue de son œil droit. Il a également déclaré que son médecin pensait qu'il y avait une deuxième substance corrosive dans le liquide et qu'« il y a de l'espoir » que la vue perdue serait restaurée. Il a également allégué que l'agresseur était Aleksandr Petrunko, un homme qui, selon lui, avait des liens avec le vice-président de la Douma d'État Piotr Olegovitch Tolstoï,. Navalny a accusé le Kremlin d'avoir orchestré l'attaque.
Un autre incident s'est produit en juillet 2019, lorsque Navalny a été arrêté et emprisonné. Le 28 juillet, il a été hospitalisé avec de graves lésions aux yeux et à la peau. À l'hôpital, on lui a diagnostiqué une réaction allergique, bien que ce diagnostic ait été contesté par Anastasia Vasilieva, l'un de ses médecins personnels. Vasilieva a remis en question le diagnostic et a suggéré la possibilité que l'état de Navalny soit le résultat « des effets nocifs de produits chimiques indéterminés ». Le 29 juillet 2019, Navalny est sorti de l'hôpital et a été ramené en prison, malgré les objections de son médecin personnel qui a remis en question les motivations de l'hôpital.
En août 2020, dans les jours qui ont précédé l'empoisonnement, Navalny avait publié des vidéos sur sa chaîne YouTube dans lesquelles il exprimait son soutien aux manifestations pro-démocratie biélorusses de 2020, déclenchées par l'élection présidentielle biélorusse de 2020 très contestée. Navalny avait également écrit que le type de « révolution » qui se déroulait dans la Biélorussie voisine se produirait bientôt en Russie. Le site d'information local Tayga.Info a rapporté que lors de son voyage en Sibérie, Navalny avait mené une enquête et rencontré des candidats et des volontaires locaux. Lorsqu'on lui a demandé si Navalny préparait un exposé peu de temps avant qu'il ne tombe gravement malade, l'alliée de Navalny Lioubov Sobol a déclaré : « Je ne peux pas révéler tous les détails, mais Navalny était en voyage de travail. Il ne se détendait pas dans les régions ». L'enquête vidéo a ensuite été publiée par l'équipe de Navalny le 31 août.
On suppose que Navalny a été empoisonné lors d'une attaque à motivation politique en tant que « punition » pour son travail d'opposition. D'autres personnalités russes, dont des militants, des journalistes et d'anciens espions, ont subi des attaques par empoisonnement au cours des dernières décennies, comme Alexandre Litvinenko en 2006 et Sergueï Skripal en 2018, tous deux au Royaume-Uni. Dans le premier cas, le poison était administré en étant placé dans le thé de Litvinenko. Les autorités britanniques ont imputé les deux attaques aux agences de renseignement russes et une enquête a conclu que le président russe Vladimir Poutine avait « probablement » approuvé le meurtre de Litvinenko. Dans ce dernier cas, un agent neurotoxique Novitchok a été utilisé. Selon le New York Times, les experts ont exprimé des doutes sur le fait que l'agent Novitchok serait utilisé par quelqu'un d'autre qu'un agent parrainé par l'État. La journaliste et défenseure des droits de l'homme Anna Politkovskaïa, connue pour ses critiques de Poutine et sa couverture de la seconde guerre de Tchétchénie, est tombée malade lors d'un vol pour couvrir le siège de l'école de Beslan en 2004 après avoir bu du thé dans une apparente tentative d'empoisonnement. Elle a ensuite été assassinée (en) en 2006,. En 2018, l'activiste Pussy Riot Piotr Verzilov a été hospitalisé à Moscou puis emmené quelques jours plus tard à l'hôpital de la Charité à Berlin pour un traitement organisé par le Cinema for Peace Foundation (en) après un empoisonnement présumé, où les médecins de l'hôpital ont déclaré qu'il était « hautement probable » qu'il ait été empoisonné.
Selon l'activiste Ilya Chumakov, qui a rencontré Navalny avec d'autres partisans la veille de sa fuite, lorsqu'on a demandé à Navalny pourquoi il n'était pas mort, il a dit que sa mort ne serait pas bénéfique pour Poutine et qu'elle ferait de lui un héros.

## Empoisonnement et traitement
Le 20 août 2020, Navalny est tombé malade lors d'un vol de Tomsk à Moscou et a été hospitalisé à l'hôpital d'urgence clinique de la ville n° 1 d'Omsk (russe : Городская клиническая больница скорой медицинской помощ), où l'avion avait atterri en urgence. Le changement de son état dans l'avion a été soudain et violent, et des séquences vidéo ont montré des membres d'équipage sur le vol se précipitant vers lui et Navalny pleurant bruyamment.
Par la suite, sa porte-parole a déclaré qu'il était dans le coma et sous ventilateur à l'hôpital. Elle a également déclaré que Navalny ne buvait du thé que depuis le matin et qu'on soupçonnait que quelque chose avait été ajouté à sa boisson. L'hôpital a déclaré qu'il était dans un état stable mais grave, et après avoir initialement reconnu que Navalny avait probablement été empoisonné, le médecin-chef adjoint de l'hôpital a déclaré aux journalistes que l'empoisonnement était « un scénario parmi d'autres » envisagé. Bien que les médecins en Russie aient initialement suggéré qu'il souffrait d'un trouble métabolique causé par un faible taux de sucre dans le sang, ils ont déclaré plus tard qu'il avait très probablement été empoisonné par des antipsychotiques ou des neuroleptiques et que des produits chimiques industriels tels que le 2-éthylhexyl diphényl phosphate (en) ont été trouvés,. Une photographie sur les réseaux sociaux prise par un fan semble montrer Navalny en train de boire du thé dans un café de l'aéroport de Tomsk, où l'agence de presse Interfax a rapporté que les propriétaires du café vérifiaient les images de vidéosurveillance pour voir si des preuves pouvaient être fournies,,.
Dans l'après-midi, la femme de Navalny, Yulia, était arrivée à l'hôpital depuis Moscou. Elle a amené avec elle le médecin personnel de Navalny, Anastasia Vasilyeva. Les autorités ont cependant initialement refusé de les laisser entrer dans la pièce. Ils ont exigé la preuve sous la forme d'un certificat de mariage que Yulia était bien sa femme. Un avion affrété payé par le Cinema for Peace Foundation a été envoyé d'Allemagne pour évacuer Navalny d'Omsk pour un traitement à la Charité de Berlin. Environ 31 heures après l'apparition des symptômes, un médecin de l'équipe allemande a eu un bref accès à Alexeï Navalny et a enregistré une bradycardie, une hypothermie (34,4°C) et des pupilles larges non réactives à la lumière. Selon les médecins allemands, Navalny était sous sédation au propofol, et c'était le seul médicament évident administré à l'époque. Les médecins qui le soignaient à Omsk avaient d'abord déclaré qu'il était trop malade pour être transporté mais l'ont ensuite relâché et il est arrivé à Berlin le 22 août,. Alexander Murakhovsky, le médecin-chef de l'hôpital d'Omsk, a déclaré lors de la conférence de presse du 24 août qu'ils lui avaient sauvé la vie et n'avaient trouvé aucune trace de poison dans son système. Il a également déclaré que les médecins de l'hôpital n'avaient pas subi de pression de la part des responsables russes. Les médecins qui le traitaient à la Charité ont annoncé plus tard dans la journée que même si la substance spécifique n'était pas encore connue, les résultats cliniques indiquaient un empoisonnement avec une substance du groupe d'agents neurotoxiques connus sous le nom d'inhibiteurs de la cholinestérase, et qu'ils effectueraient d'autres tests pour découvrir la substance exacte. La preuve pourrait venir avec la publication des tests de laboratoire initiés.
Au 2 septembre 2020, Navalny était dans un coma médicalement provoqué. Les médecins allemands ont déclaré que s'il récupérait, des effets durables ne pouvaient être exclus. Le Dr Murakhovsky a écrit une lettre à la Charité, exigeant qu'ils montrent des données de laboratoire sur son empoisonnement avec un inhibiteur de la cholinestérase, déclarant que les médecins de son hôpital n'avaient trouvé aucune telle preuve. Il a déclaré que la diminution de la cholinestérase peut s'être produite soit par l'ingestion d'un composé, soit naturellement, publiant également une prétendue analyse indépendante ne détectant aucun inhibiteur de la cholinestérase. Il a confirmé lui avoir donné de l'atropine, qui est utilisée pour contrer certains agents neurotoxiques et l'empoisonnement par les pesticides, mais a affirmé que les raisons n'étaient pas liées à l'empoisonnement,.
Le 7 septembre, les médecins ont sorti Navalny du coma médicalement provoqué. Dans un communiqué de presse, l'hôpital de la Charité a déclaré :

« L'état d'Alexei Navalny, [...] s'est amélioré. Le patient a été retiré de son coma médicalement provoqué et est en train d'être sevré de la ventilation mécanique. Il répond aux stimuli verbaux. Il est encore trop tôt pour évaluer les effets potentiels à long terme de son empoisonnement grave. »

Le 10 septembre, les médias ont rapporté que la protection policière à l'extérieur de l'hôpital de la Charité avait été renforcée, que Navalny était en mesure de parler à nouveau, mais la porte-parole de Navalny a qualifié d'« exagérées » les informations faisant état de sa récupération rapide.
Le 14 septembre, l'hôpital de la Charité a déclaré que Navalny avait été retiré du ventilateur et qu'il était capable de sortir du lit. Pour la première fois, l'hôpital a déclaré avoir publié le communiqué à la suite de consultations « avec le patient et sa femme », plutôt que sa femme uniquement.
Le 15 septembre, la porte-parole de Navalny a déclaré que Navalny retournerait en Russie. Navalny a également publié une photo de son lit d'hôpital sur les réseaux sociaux pour la première fois depuis son empoisonnement. Le Kremlin a exclu une rencontre entre Navalny et Poutine.
Le 22 septembre, les médecins de l'hôpital de la Charité l'ont déclaré en assez bonne santé pour sortir de l'hospitalisation.
Alors qu'il se remettait après sa sortie de l'hôpital de la Charité, Navalny a déclaré : « J'affirme que Poutine était à l'origine du crime, et je n'ai aucune autre explication sur ce qui s'est passé. Seules trois personnes peuvent donner l'ordre de mettre en œuvre des « mesures actives » et d'utiliser Novitchok [...] [mais] le directeur du FSB Alexandre Bortnikov, le chef du service de renseignement étranger Sergueï Narychkine et le directeur du GRU ne peuvent pas prendre une telle décision sans les ordres de Poutine ».

## Enquête

### Premières mesures prises par les membres de l'équipe de Navalny
Les employés de la Fondation anti-corruption (FBK) à Tomsk, ayant appris l'empoisonnement, ont déclaré à l'administration de l'hôtel où Navalny avait séjourné qu'il aurait pu être empoisonné avec « quelque chose du minibar » et ont reçu l'autorisation d'inspecter sa chambre,. L'inspection a été effectuée en présence d'un administrateur d'hôtel et d'un avocat et a été filmée. Les associés de Navalny ont pris ses effets personnels dans la pièce, y compris plusieurs bouteilles d'eau en plastique. La chef du département d'enquête du FBK, Maria Pevchikh, a ensuite emmené ces bouteilles en Allemagne dans le même avion médical sur lequel Navalny lui-même a été transporté, et les a remises à des spécialistes allemands. Bien que le membre de l'équipe de Navalny ait gardé le contrôle de la bouteille, il n'y a pas de chaîne de possession officielle pour celle-ci.
Le même jour, le 20 août 2020, les avocats de Navalny ont fait appel devant la commission d'enquête de Russie et ont demandé l'ouverture d'une affaire pénale conformément aux articles 30, 105 et 227 du Code pénal de la fédération de Russie.

### Enquête des autorités allemandes
Lors de l'admission de Navalny à l'unité de soins intensifs de l'hôpital de la Charité, une analyse toxicologique et un dépistage de drogue dans les échantillons de sang et d'urine du patient ont été effectués. Plusieurs médicaments, dont l'atropine, ont été identifiés, dont la présence a été attribuée au traitement antérieur à Omsk. Le test du statut de la cholinestérase a été effectué dans un laboratoire externe et il n'a montré pratiquement aucune activité de l'acétylcholinestérase dans les érythrocytes, ce qui a servi de preuve solide à l'appui de l'exposition à l'inhibiteur de la cholinestérase. Les médecins traitants de Navalny de la Charité se sont tournés vers des experts de la Bundeswehr pour obtenir de l'aide afin de vérifier si Navalny avait été empoisonné avec un agent de guerre chimique.
Le 2 septembre 2020, le gouvernement allemand a annoncé que des scientifiques de l'Institut de pharmacologie et de toxicologie de la Bundeswehr avaient obtenu une preuve sans équivoque que Navalny avait été empoisonné par un agent neurotoxique de type novitchok,,,,. Bien que le gouvernement allemand n'ait divulgué aucun détail technique sur la procédure exacte d'identification de novitchok, ainsi qu'une formule concrète du poison, Marc-Michael Blum, un expert en essais d'armes chimiques et ancien employé de l'OIAC a suggéré que la procédure alanytique utilisée par les chimistes allemands était similaire à celui utilisé pour l'identification de l'empoisonnement au sarin, et il permet une identification fiable du poison au niveau ppb. Son opinion est en accord avec l'opinion de Palmer Taylor, pharmacologue à l'université de Californie à San Diego.
Des traces de l'agent neurotoxique novitchok ont été trouvées dans le sang et l'urine, ainsi que sur les échantillons de peau de Navalny. Des traces du poison ont également été trouvées sur l'une des bouteilles de Navalny, qui avait été précédemment remise aux médecins de Berlin,, et sur un ou plusieurs autres objets non divulgués,. Les experts suggèrent que Navalny en a bu après avoir été empoisonné et y a laissé des traces. L'équipe de Navalny a suggéré qu'il a peut-être été empoisonné avant de quitter l'hôtel. Il a également été déclaré qu'avant de quitter la Russie, les vêtements de Navalny avaient été saisis par le gouvernement russe.
Bruno Kahl (en), le chef du service de renseignement étranger allemand, a révélé que l'agent novitchok identifié à partir des résultats de toxicologie de Navalny était une forme « plus dure » que celle vue précédemment, suggérant qu'il s'agissait d'un composé différent de celui utilisé pour empoisonner les Skripals.
Les résultats des recherches de l'Institut de pharmacologie et de toxicologie de la Bundeswehr ont été remis à l'OIAC.
L'hôpital de la Charité, avec l'accord de Navalny, a publié un article scientifique intitulé « Empoisonnement à l'agent neurotoxique novitchok » dans la revue médicale à comité de lecture The Lancet. Dans l'article, 14 médecins ont décrit les détails cliniques de Navalny et le déroulement du traitement,,. Les médecins ont également confirmé qu'un empoisonnement grave était la cause de l'état de Navalny : « Un laboratoire des forces armées allemandes désigné par l'Organisation pour l'interdiction des armes chimiques a identifié un agent neurotoxique organophosphoré du groupe novitchok dans des échantillons de sang prélevés immédiatement après l'admission du patient à la Charité ». Ils ont également exprimé l'opinion que Navalny a survécu grâce à un traitement rapide et à une bonne santé antérieure. Après la publication, Navalny a déclaré que les preuves de l'empoisonnement que Poutine réclamait étaient désormais disponibles dans le monde entier,.

### Visite d'assistance technique par l'équipe de l'OIAC
Le 3 septembre 2020, l'Organisation pour l'interdiction des armes chimiques (OIAC) a reçu du gouvernement allemand une demande d'assistance conformément à la Convention sur les armes chimiques. Une équipe d'inspecteurs s'est rendue à l'hôpital de la Charité, a rencontré Navalny, a confirmé son identité et a directement supervisé et surveillé les prélèvements de sang et d'urine, qui ont été effectués par le personnel de l'hôpital conformément à la procédure de l'OIAC. Les échantillons, qui étaient conservés dans le cadre de la chaîne de possession de l'OIAC, ont été transférés à deux laboratoires certifiés désignés par le Directeur général de l'OIAC.
Des chercheurs des deux laboratoires désignés par l'OIAC, le laboratoire du Bouchet, subordonné à la direction générale de l'Armement et Umeå, subordonné à l'Agence suédoise de recherche pour la défense, ont confirmé l'empoisonnement de Navalny avec un agent neurotoxique novitchok,. Le 6 octobre 2020, l'OIAC a annoncé que les résultats des tests d'échantillons obtenus de Navalny avaient confirmé la présence d'un agent neurotoxique novitchok, en disant :

« les biomarqueurs de l'inhibiteur de la cholinestérase trouvés dans les échantillons de sang et d'urine de M. Navalny ont des caractéristiques structurelles similaires à celles des produits chimiques toxiques appartenant aux tableaux 1.A.14 et 1.A.15 qui ont été ajoutés à l'annexe sur les produits chimiques de la convention lors de la vingt-quatrième session de la Conférence des États parties en novembre 2019. Cet inhibiteur de la cholinestérase ne figure pas dans l'Annexe sur les produits chimiques de la Convention. »

La structure exacte de l'agent impliqué n'a pas été divulguée publiquement, mais selon l'annonce ci-dessus, le composé partage des similitudes structurelles avec A-232 (en) (l'exemple de composé pour l'annexe 1.A.14) et A-242 (en) (l'exemple de composé pour annexe 1.A.15). Il a été souligné que toute utilisation d'armes chimiques est « répréhensible et totalement contraire aux normes juridiques établies par la communauté internationale ». Agnès Callamard, rapporteur spécial des Nations unies sur les exécutions extrajudiciaires et Irene Khan, rapporteur spécial des Nations unies sur la promotion et la protection du droit à la liberté d'opinion, ont confirmé qu'ils avaient l'intention d'enquêter sur l'empoisonnement de Navalny à sa demande,.

### Informations complémentaires disponibles auprès de sources semi-officielles ou anonymes
Selon Die Zeit et Der Spiegel, « une version nouvelle et améliorée de l'agent novitchok, qui n'a jamais été rencontrée dans le monde auparavant », a été utilisée dans l'empoisonnement de Navalny. Ce nouveau type de novitchok est plus toxique et dangereux que ses variantes précédemment connues, mais agit plus lentement. Il était prévu que Navalny meure à bord de l'avion, mais il avait survécu « grâce à une séquence de coïncidences réussies : la réaction rapide du pilote qui a fait un atterrissage d'urgence, et les médecins d'Omsk, qui ont immédiatement injecté de l'atropine à Navalny ». Les experts allemands sont arrivés à la conclusion que seuls les services spéciaux russes auraient pu utiliser un tel « poison mortel et complexe » de ce genre, un laboratoire spécial étant nécessaire, il ne pouvait pas être synthétisé par des criminels ordinaires. La partie allemande a rejeté la version de l'empoisonnement de Navalny par des services spéciaux étrangers, car cela aurait été « impensable » dans les conditions de surveillance constante de Navalny par le Service fédéral de sécurité (FSB) de Russie : « Tout cela nous permet de tirer une seule conclusion plausible : c'est le Kremlin qui a donné l'ordre de se débarrasser des critiques indésirables »,.
Une source des services spéciaux allemands a déclaré au New York Times que, selon des experts allemands, Navalny a été empoisonné par novitchok sous la forme d'une poudre dissoute dans un liquide, très probablement dans le thé qu'il a bu à l'aéroport russe. Étant donné que le poison a également été trouvé sur une bouteille de la chambre d'hôtel de Navalny, le New York Times a conclu qu'il aurait pu être empoisonné deux fois,. L'Assemblée parlementaire du Conseil de l'Europe a nommé Jacques Maire rapporteur spécial sur l'empoisonnement de Navalny.
Le 13 décembre 2020, un article du Sunday Times, citant des sources de renseignement anonymes, a rapporté que Navalny avait été empoisonné une deuxième fois alors qu'il était hospitalisé à Omsk. On pense que l'administration préalable de l'antidote atropine en réponse au premier empoisonnement a sauvé la vie de Navalny en neutralisant la deuxième dose de novitchok,. Les spécialistes ont trouvé du novitchok sur les sous-vêtements et les vêtements du politicien, dont sa ceinture. Le poison s'est répandu après que des agents du renseignement sont entrés dans la chambre d'hôtel de Navalny à Tomsk.

### Enquête conjointe de Bellingcat et The Insider
Le 14 décembre 2020, Bellingcat et The Insider, en coopération avec CNN, Der Spiegel et la Fondation anti-corruption, ont publié une enquête conjointe impliquant des agents du Service fédéral de sécurité russe (FSB) dans l'empoisonnement de Navalny. L'enquête a détaillé une unité spéciale du FSB spécialisée dans les substances chimiques, et les enquêteurs ont suivi les membres de l'unité à l'aide de données de télécommunication et de voyage. Le même jour, Navalny publie une nouvelle vidéo et tweete : « Affaire classée. Je sais qui a tenté de me tuer. L'affaire concernant ma tentative de meurtre est résolue. Nous connaissons les noms, nous connaissons les grades et nous avons les photos ». Selon l'enquête, Navalny était surveillé par un groupe de huit membres de l'unité depuis 2017, et il y a peut-être eu des tentatives antérieures d'empoisonnement,. Les données de voyage des prétendus officiers du FSB ont été rendues publiques. Interrogé sur l'enquête, Poutine l'a qualifiée de « légalisation du matériel des agences de renseignement américaines » et a confirmé que des agents de sécurité russes suivaient Navalny, affirmant que Navalny était soutenu par les services de renseignement américains et niant l'avoir empoisonné,,.
En janvier 2021, Bellingcat, dans une enquête conjointe distincte avec Der Spiegel, a lié l'unité qui a suivi Navalny et l'aurait empoisonné à la mort de deux autres militants, dont Timur Kuashev (en) en 2014 et Ruslan Magomedragimov (en) en 2015, ainsi que potentiellement le politicien Nikita Isayev (en) en 2019, mais il a noté qu'Isayev était « absolument fidèle » au Kremlin et qu'il n'y avait aucun motif pour qu'il ait été tué par le FSB.
Selon Bellingcat, la même unité du FSB avait été impliquée dans l'assassinat de Boris Nemtsov et les empoisonnements de Vladimir Kara-Mourza et Dmitri Bykov.

#### Conversation téléphonique avec l'agent
À la suite de l'enquête mais avant sa publication, Navalny a enregistré sa conversation téléphonique avec Konstantin Borisovich Kudryavtsev, un agent présumé du FSB qui aurait été impliqué dans son empoisonnement. L'enregistrement a été publié le 21 décembre 2020. Au cours de la conversation téléphonique, Navalny s'est fait passer pour un assistant du secrétaire du Conseil de sécurité de Russie Nikolaï Patrouchev, faisant semblant de débriefer Kudryavtsev de l'opération et demandant des détails sur les raisons de l'échec de la mission. Les enquêteurs ont utilisé un logiciel d'usurpation d'identité de l'appelant pour donner l'impression que l'appel provenait d'un numéro de téléphone professionnel du FSB,,. Kudryavtsev a involontairement avoué que l'agent novitchok avait été appliqué sur les sous-vêtements de Navalny alors qu'il séjournait à l'hôtel de Tomsk. Mais alors que Navalny les avait portés pour le vol comme prévu, le poison avait apparemment été absorbé trop lentement. Il a attribué la survie de Navalny aux pilotes qui ont détourné le vol et aux médecins d'Omsk qui ont administré un antidote « presque immédiatement ». À la suite de l'évacuation médicale de Navalny vers l'Allemagne, l'homme a déclaré qu'il avait été envoyé pour récupérer les vêtements de Navalny afin qu'ils puissent être traités pour éliminer les traces de novitchok avant qu'ils ne puissent être testés par des experts indépendants. Le FSB a par la suite rejeté l'enregistrement de l'appel téléphonique de Navalny comme un faux, le qualifiant de « provocation » qui « n'aurait pas été possible sans le soutien organisationnel et technique des services spéciaux étrangers »,. Cependant, Bellingcat s'était arrangé pour que ses représentants soient présents pendant l'appel, il y a des témoins directs, en plus des enregistrements audio et visuels publiés de l'appel.

### Enquête de l'État russe
Le 27 août 2020, la police russe et le ministère de l'Intérieur ont déclaré avoir lancé une enquête préliminaire de routine sur l'empoisonnement, inspectant la chambre d'hôtel et les images de sécurité. La police russe a déclaré que plus de 100 éléments de preuve potentiels avaient été recueillis. Les procureurs ont affirmé qu'il n'était pas nécessaire de poursuivre l'enquête après l'enquête préliminaire, affirmant qu'ils n'avaient trouvé aucun signe indiquant qu'un crime avait été commis.

## Retour et emprisonnement
Le 17 janvier 2021, Navalny quitte l'Allemagne en avion pour retourner en Russie. Avant son retour, le Service fédéral de l’exécution des peines (en) (FSIN) déclare que Navalny pourrait être condamné à une peine de prison à son arrivée à Moscou pour avoir enfreint les conditions de sa probation, affirmant qu'il serait « obligé » de le détenir une fois de retour. En 2014, Navalny avait reçu une condamnation avec sursis dans l'affaire Yves Rocher, qu'il avait qualifiée de politiquement motivée, et en 2017, la Cour européenne des droits de l'homme avait jugé que Navalny avait été injustement condamné,. Le comité d'enquête de la Russie a également déclaré qu'il enquêtait sur Navalny pour fraude présumée. L'avion devait initialement arriver à l'aéroport de Vnukovo. Navalny avait appelé ses partisans à le rencontrer à l'aéroport. Avant l'atterrissage du vol, quatre de ses proches collaborateurs, dont son frère Oleg et Lioubov Sobol, ont été arrêtés à l'aéroport par la police. La police anti-émeute est également arrivée, tentant de déplacer certains des journalistes et ses partisans qui attendaient près de la zone des arrivées. Un certain nombre de partisans de Navalny et de journalistes ont été arrêtés à l'aéroport par la police. Plus tôt, le bureau du procureur avait mis en garde contre la participation à ce qu'il a qualifié d'événement non autorisé. Au total, plus de 50 personnes ont été détenues à l'aéroport de Vnukovo. L'avion a ensuite été détourné vers l'aéroport international Sheremetyevo pour « raisons techniques »,,. À l'aéroport, Navalny a dit aux journalistes que c'était sa meilleure journée en cinq mois et qu'il n'avait pas peur.
Il a été détenu au contrôle des passeports, avec son avocate, Olga Mikhaylova, qui n'a pas été autorisée à le rejoindre. Peu de temps après, le FSIN confirme sa détention et a déclaré qu'il resterait en détention jusqu'à l'audience du tribunal. C'était aussi la dernière fois que Navalny parlait personnellement à sa femme Yulia, qui n'a pas été autorisée à lui rendre visite depuis. Amnesty International a déclaré Navalny prisonnier d'opinion et a appelé les autorités russes à le libérer. Un certain nombre de responsables et de personnalités politiques des États-Unis et de l'Union européenne, dont le secrétaire d'État américain Mike Pompeo, le ministre allemand des Affaires étrangères Heiko Maas, le secrétaire britannique aux Affaires étrangères Dominic Raab et la présidente de la Commission européenne, Ursula von der Leyen, ont exprimé leur inquiétude et ont appelé les autorités russes à libérer Navalny.
Le 18 janvier, une décision de justice a ordonné la détention de Navalny jusqu'au 15 février pour violation de sa liberté conditionnelle. Un tribunal de fortune a été installé dans le commissariat où Navalny était détenu. Une autre audience se tiendra plus tard pour déterminer si sa condamnation avec sursis doit être remplacée par une peine de prison. Navalny a décrit la procédure comme « l'anarchie ultime ». Il a également appelé ses partisans à descendre dans la rue en disant : « Ne vous taisez pas. Résistez. Descendez dans la rue - pas pour moi, mais pour vous ». Le chef du réseau régional de Navalny, Leonid Volkov, a déclaré que des préparatifs étaient en cours pour organiser des manifestations dans tout le pays le 23 janvier. Le 19 janvier, alors qu'il était en prison, une enquête menée par Navalny et sa Fondation anti-corruption (FBK) a été publié, accusant Poutine de corruption.
Son arrestation a conduit à des manifestations dans toute la Russie le 23 janvier 2021.
Le 2 février, un tribunal de Moscou a remplacé la peine de trois ans et demi avec sursis de Navalny par une peine de prison, moins le temps qu'il a passé en résidence surveillée, ce qui signifie qu'il passerait deux ans et demi dans un pénitencier.
Le 4 février, Sergey Maximishin, médecin-chef adjoint de l'hôpital d'Omsk qui a soigné Navalny, est décédé subitement, a indiqué l'hôpital dans un communiqué. Le ministère régional de la Santé d'Omsk a attribué sa mort à une crise cardiaque. Le chef d'état-major de Navalny, Leonid Volkov a déclaré : « (Maximichim) en savait plus que quiconque sur l'état d'Alexey, je ne peux donc pas écarter la possibilité d'un acte criminel […] Cependant, le système de santé russe est très médiocre et il n'est pas rare que des médecins de son âge meurent subitement »,.

## Avis de médecins et de scientifiques

### Opinions des scientifiques ayant participé au développement du novitchok

#### Vladimir Ugliov
L'un des développeurs de substances comme le novitchok, Vladimir Uglyov, a déclaré qu'il « fait confiance à 100 % aux spécialistes allemands » et a suggéré que le poison avait été administré à l'aide « d'une solution (par exemple, dans du diméthylformamide) d'un analogue solide de l'A-234, à savoir, un A-242 solide, qui a été appliqué sur les sous-vêtements de Navalny, plus l'ajout d'une substance à action plus rapide qui masque les symptômes (par exemple, la clonidine) ». Uglyov a suggéré que le novitchok avait été appliqué sur les sous-vêtements de Navalny dans une chambre d'hôtel, et que le poison avait pénétré dans son corps quelques heures avant le départ. Selon le scientifique, Navalny a reçu environ 20 % de la dose létale. Uglyov a suggéré que les organisateurs aient décidé d'empoisonner Navalny avec le novitchok, car ils croyaient à tort que cette substance serait impossible à détecter. Uglyov a également exprimé l'opinion que le laboratoire russe ne pouvait pas détecter le novitchok dans les échantillons biologiques acquis de Navalny parce que « les spécialistes allemands disposaient d'équipements et d'instruments plus modernes pour déterminer ces quantités, qui étaient extraites du sang d'Alexeï. Et ceux qui ont fait les tests à Moscou avaient un équipement beaucoup plus faible et les tests ont montré l'absence de la substance ». Après la publication d'une enquête indépendante de Navalny, dans laquelle il était supposé qu'Alexeï et sa femme Yulia auraient pu être victimes de tentatives d'empoisonnement plus tôt, Uglyov n'a pas exclu que Navalny ait pu rencontrer le novitchok trois fois, dans des cas précédents recevant de petites doses insuffisantes pour une issue fatale.

### Opinions d'autres médecins et scientifiques
Le spécialiste des armes chimiques Vil Mirzayanov, qui a travaillé chez GosNIIOKhT et qui, dans les années 1990, a révélé le programme de développement de novitchok en URSS et en Russie, a souscrit aux conclusions du laboratoire spécial de la Bundeswehr et a suggéré que les dernières versions de novitchok avaient été utilisées pour empoisonner Navalny : les composés A-242 ou A-262 (en),. Mirzayanov a également déclaré que les symptômes décrits par Navalny le 19 septembre étaient comparables à ceux dont il avait connaissance pour des cas similaires.

### Presse
Le 29 septembre 2024, le média d’investigation russe The Insider, ayant eu accès à des centaines de documents officiels relatifs au décès d’Alexeï Navalny déclare que  les symptômes observés par les professionnels de la santé dans le cas de la mort de Navalny en prison en 2024 ne correspondent pas au diagnostic officiellement déclaré soit un arrêt cardiaque mais des symptômes tels que des douleurs abdominales aiguës, vomissements ou convulsions relatifs à une mort par empoisonnement.

## Réactions
La nouvelle de l'empoisonnement de Navalny a fait chuter le rouble face au dollar et à l'euro.
Le 20 août, le porte-parole de l'ONU, Stéphane Dujarric, s'est dit préoccupé par la « maladie soudaine » de Navalny. Le président américain Donald Trump a déclaré que les États-Unis surveillaient les rapports du chef de l'opposition russe. Le conseiller à la sécurité nationale des États-Unis, Robert O'Brien, a déclaré que les rapports sur l'empoisonnement possible de Navalny causaient une « extrême préoccupation » à Washington.
Le 21 août, le Haut-Commissariat des Nations unies aux droits de l'homme a déclaré qu'il s'attendait à ce que Navalny reçoive des soins médicaux appropriés. Le gouvernement allemand a annoncé qu'il y avait des motifs sérieux de soupçonner qu'un empoisonnement avait eu lieu et a appelé à fournir à Navalny toute assistance médicale qui pourrait le sauver. Le chef du Conseil européen Charles Michel s'est dit préoccupé par l'état de Navalny. Le président français Emmanuel Macron a déclaré que la France était prête à offrir « toute l'assistance nécessaire [...] en termes de soins de santé, d'asile, de protection » à Navalny et à sa famille et a exigé des éclaircissements sur les circonstances de l'incident. La chancelière allemande Angela Merkel a également offert toute assistance médicale nécessaire dans les hôpitaux allemands. Amnesty International a demandé une enquête sur l'empoisonnement présumé. Selon John Sipher, un ancien chef de station de la CIA à Moscou, « que Poutine ait ou non personnellement ordonné l'empoisonnement, il est derrière tous les efforts pour maintenir le contrôle par l'intimidation et le meurtre ».
Le 24 août, la chancelière allemande Angela Merkel et le ministre des Affaires étrangères Heiko Maas ont dans une déclaration conjointe appelé les autorités russes à clarifier de manière détaillée et aussi transparente que possible toutes les circonstances de l'incident, à identifier et poursuivre les responsables,. Le chef de la diplomatie européenne, Josep Borrell, a déclaré que les autorités russes devraient immédiatement ouvrir une enquête indépendante et transparente sur l'empoisonnement de Navalny.
Le 25 août, le ministre français des Affaires étrangères, Jean-Yves Le Drian, a déclaré que la France, sur la base de la conclusion préliminaire des médecins de la clinique de la Charité sur l'empoisonnement de Navalny, considérait l'incident comme un acte criminel et appelait à rechercher et punir les responsables,.
Le secrétaire d'État adjoint américain Stephen Biegun (en) s'est dit profondément préoccupé par l'état de santé de Navalny, ainsi que par l'impact des informations faisant état de son empoisonnement sur la société civile en Russie. Le diplomate américain a également souligné l'importance de la transparence et de la liberté d'expression dans tout État démocratique. Biegun a déclaré que « si l'empoisonnement de Navalny est confirmé, les États-Unis pourraient prendre des mesures qui dépasseraient la réponse de Washington aux conclusions d'ingérence russe dans l'élection présidentielle américaine de 2016 ».
Le 25 août, l'homme d'affaires Evgueni Prigojine, qui a des liens avec Poutine et a été surnommé « le chef de Poutine », aurait déclaré qu'il avait l'intention de faire appliquer une décision de justice l'année dernière qui obligeait Navalny, son associé Lioubov Sobol et sa Fondation anti-corruption de payer 88 millions de roubles de dommages et intérêts à la société Moskovsky Shkolnik à la suite d'une enquête vidéo. Prigojine avait acheté la dette pour que Navalny et son associé lui soient redevables directement. Prigojine a été cité par la société comme ayant déclaré « J'ai l'intention de dépouiller ce groupe de personnes sans scrupules de leurs vêtements et chaussures » et que si Navalny survivait, Navalny serait responsable « selon toute la sévérité de la loi russe ».
Le 26 août, le Premier ministre britannique Boris Johnson et le secrétaire général de l'OTAN, Jens Stoltenberg, se sont joints pour exiger une enquête transparente. Selon Johnson, l'empoisonnement de Navalny « a choqué le monde », et Stoltenberg ne voyait aucune raison de remettre en question les conclusions des médecins de la Charité,.
Le 2 septembre, après que le gouvernement allemand a officiellement annoncé que le laboratoire pharmaceutique et de toxicologie de la Bundeswehr avait trouvé des traces de poison du groupe novitchok dans le corps d'Alexeï Navalny, la chancelière allemande Angela Merkel a publié une déclaration dans laquelle elle a qualifié l'empoisonnement de Navalny de tentative pour le faire taire : « Quelqu'un a essayé de faire taire [M. Navalny] et au nom de tout le gouvernement allemand, je condamne cela dans les termes les plus forts ». Merkel a déclaré que « M. Navalny avait été victime d'un crime » qui « soulevait des questions très sérieuses auxquelles seul le gouvernement russe pouvait et devait répondre ». Le Service européen pour l'action extérieure a condamné dans un communiqué l'empoisonnement et a déclaré qu'il était « essentiel que le gouvernement russe enquête de manière approfondie et transparente sur la tentative d'assassinat de M. Navalny ». Boris Johnson a exigé que la Russie fournisse une explication et a déclaré qu'il considérait qu'il était « scandaleux qu'une arme chimique ait été utilisée contre Alexey Navalny ». Il a promis de « travailler avec des partenaires internationaux pour que justice soit faite ». Jean-Yves Le Drian a condamné l'utilisation « choquante et irresponsable » d'un agent empoisonnant novitchok et a déclaré qu'elle violait l'interdiction d'utiliser des armes chimiques. Le ministère italien des Affaires étrangères a « condamné avec force » l'empoisonnement de Navalny, a qualifié cet acte de « crime » et, exprimant « une profonde inquiétude et indignation », a exigé des explications de la Russie.
Stephen Biegun a déclaré que les États-Unis trouvaient la conclusion allemande sur l'utilisation du novitchok « très crédible » et « profondément préoccupante ». Le chef d'état-major de Navalny, Leonid Volkov, a déclaré : « En 2020, empoisonner Navalny avec du novitchok équivaut à laisser un autographe sur les lieux du crime ».
Le 3 septembre, le Conseil européen a qualifié l'incident de « tentative d'assassinat »,. Après que le gouvernement allemand a conclu que Navalny avait été empoisonné par novitchok, l'épouse du policier britannique Nick Bailey, qui a été exposé au novitchok après l'empoisonnement de Sergei et Yulia Skripal, a tweeté : « Cela fait presque 2 ans et demi après les événements de Salisbury et il n'y a eu aucune justice pour Dawn et sa famille et aucune pour les Skripals, Charlie ou nous. Et maintenant, c'est encore arrivé ».
Le 4 septembre, Jens Stoltenberg a déclaré : « À maintes reprises, nous avons vu des dirigeants de l'opposition et des détracteurs du régime russe attaqués, et leur vie menacée. Certains ont même été tués. Il ne s'agit donc pas seulement d'une attaque contre un individu, mais contre les droits démocratiques fondamentaux. Il s'agit d'une violation grave du droit international, qui exige une réponse internationale ». Il a également demandé aux autorités russes de coopérer pleinement à une enquête internationale impartiale.
Le 5 septembre, Donald Trump a annoncé que les États-Unis devraient bientôt recevoir des documents de l'Allemagne sur l'affaire Navalny, ce qui permettra à Washington de déterminer sa position. Il a noté qu'il n'avait aucune raison de remettre en question les conclusions de l'Allemagne selon lesquelles Navalny avait été empoisonné par novitchok, et a souligné que si le fait de l'empoisonnement était confirmé, cela le mettrait en colère.
Le 6 septembre, Heiko Maas a déclaré que l'Allemagne prévoyait de discuter d'éventuelles sanctions contre la Russie si le Kremlin ne fournissait pas rapidement d'explication, affirmant que toute sanction devait être « ciblée ». Maas a également déclaré qu'il y avait « plusieurs indices » que les autorités russes étaient derrière l'empoisonnement. Il a également déclaré qu'un manque de soutien de la Russie dans l'enquête pourrait « forcer » l'Allemagne à modifier sa position sur le gazoduc Nord Stream 2 reliant la Russie à l'Allemagne.
Le 8 septembre, la Haut-Commissaire des Nations unies aux droits de l'homme, Michelle Bachelet, a appelé la Russie « à mener une enquête approfondie, transparente, indépendante et impartiale, ou à y coopérer pleinement, après que des spécialistes allemands ont déclaré disposer de « preuves sans équivoque » qu'il avait été empoisonné avec un agent neurotoxique novitchok »,.
Dans un rapport de mars 2021, le groupe de travail East StratCom (en) du Service européen pour l'action extérieure a enregistré une augmentation des fausses informations propagées en Russie sur l'Allemagne en raison de la détérioration des relations germano-russes développées depuis l'empoisonnement,. En 2020, le groupe de travail a signalé plus de 300 cas de fausses informations visant Alexeï Navalny, tandis que la plupart des cas sont apparus après l'empoisonnement.

### Commentaires de politologues et de sociologues
Le politologue Nikolai Petrov, chercheur principal à l'Institut royal des affaires internationales (Chatham House) et professeur de sciences politiques à la Higher School of Economics, commentant l'empoisonnement de Navalny pour le New York Times, a noté qu'au Kremlin « personne d'autre ne provoque une telle hostilité et une telle peur que Navalny ». Cela signifie qu'« il existe une très longue liste d'ennemis potentiels » qui peuvent souhaiter la mort de Navalny, ou au moins vouloir le rendre incapable. Cependant, Navalny est un personnage si important qu'on pense en Russie qu'aucun de ses ennemis personnels n'aurait osé prendre des mesures aussi radicales contre lui sans « au moins le consentement tacite de Poutine ». Selon Petrov, il existe en Russie un système « comme dans la mafia : rien ne peut se faire sans l'approbation et les garanties d'immunité du patron. Je ne dis pas que Poutine a directement ordonné son empoisonnement, mais personne ne peut agir sans s'assurer que le patron est content et ne le punit pas ».
L'opinion selon laquelle Poutine était personnellement impliqué dans l'empoisonnement de Navalny a également été exprimée par le docteur en sciences historiques et politologue Valery Solovei (en). Selon lui, de telles opérations ne peuvent être menées sans que Poutine, qui au moins était au courant des projets d'empoisonnement, n'en soit informé. Solovei estime également qu'après son retour en Russie, ils continueront à exercer une pression financière sur Navalny et tenteront de « toucher toutes ses relations, toutes les personnes avec lesquels il coopère et interagit ».
Mark Galeotti (en), expert des services spéciaux russes et professeur émérite à l'University College de Londres, a noté dans une interview avec Deutsche Welle que l'utilisation du novitchok est la preuve que soit l'État, soit « quelqu'un ayant un haut degré de pouvoir et d'autorité dans l'État » a été impliqué dans la tentative d'empoisonnement de Navalny. Selon Galeotti, si les mesures prises par l'Occident en réponse à cet empoisonnement ne sont pas efficaces, alors Moscou continuera à mener de telles opérations.
L'ancien ambassadeur d'Allemagne en Russie et ancien vice-président du Service fédéral de renseignement allemand, Rüdiger von Fritsch, commentant l'inaction de la fédération de Russie dans l'enquête sur l'empoisonnement de Navalny, a déclaré : « Depuis plus de trois semaines maintenant, nous sommes dans une situation difficile, situation où la Russie n'aide en rien à l'enquête, mais se contente de répondre à des accusations [...] Celui qui s'est volé crie alors très fort en désignant l'autre direction. Nous sommes confrontés à cela pour la énième fois. Le scénario est le même : réprimandes, transfert de la charge de la collecte des preuves sur d'autres, menaces, moqueries. Le plus important est de ne pas mener d'enquête, jamais ».
Professeur à l'université Rutgers, le sociologue Sergueï Erofeev a déclaré qu'un groupe de professeurs d'un certain nombre d'universités reconnues avait proposé à Navalny le prix Nobel de la paix pour sa contribution significative à la lutte pour les droits de l'homme. Erofeev a noté que même si l'idée même d'une telle nomination n'est pas nouvelle, elle a acquis une pertinence particulière en relation avec l'empoisonnement de Navalny.
Le général à la retraite du FSB Evgueni Savostianov (ru) a déclaré que l'empoisonnement de Navalny est « un acte de terrorisme d'État », dans lequel « le président et ses services spéciaux » ont été impliqués,.
Le chercheur des forces armées et des services spéciaux russes Mark Galeotti , commentant la conversation téléphonique entre Navalny et l'agent du FSB, a déclaré que Navalny était capable de « démontrer combien d'informations top secrètes sont disponibles sur le darknet — numéros de téléphone, noms, tout. Et que tout cela peut servir à identifier des individus. Et qui plus est, à les faire parler de leur travail ».

### Sondages
Selon les sondages réalisés par le Centre Levada en décembre 2020, 78 % des Russes interrogés avaient entendu parler de l'empoisonnement de Navalny. 30 % des personnes interrogées estiment qu'il n'y a eu aucun empoisonnement et qu'il s'agit d'une simulation, 19 % ont opté pour une provocation des services spéciaux occidentaux, 15 % ont opté pour une tentative des autorités d'éliminer l'opposant politique. 7 % des personnes interrogées y voient une vengeance personnelle contre l'une des personnes impliquées dans les enquêtes de Navalny, 6 % une lutte au sein de l'opposition russe et 1 % croient à des problèmes de santé, à un empoisonnement accidentel ou à un empoisonnement banal. 4 % pensent que d'autres raisons sont plus probables et 19 % trouvent difficile de répondre à cette question. Il existe une corrélation significative entre la croyance en un empoisonnement par les autorités et l'âge, les sources d'information et l'attitude envers le gouvernement en général,.

### Film
Navalny, un documentaire de 2022 réalisé par Daniel Roher (en) est sorti racontant les jours qui ont précédé, pendant et après la tentative d'assassinat.
Sur le site agrégateur d'avis Rotten Tomatoes, 99 % des 81 avis critiques sont positifs, avec une note moyenne de 8,6/10. Le consensus du site Web se lit comme suit : « Navalny est un documentaire aussi captivant que n'importe quel thriller – mais la lutte réelle contre l'autoritarisme qu'il détaille est d'une gravité mortelle ». Metacritic, qui utilise une moyenne pondérée, a attribué au film une note de 82 sur 100, basé sur 22 critiques, indiquant une « reconnaissance universelle ».
Le critique du Guardian, Phil Harrison, lui a attribué 5 étoiles sur 5, le qualifiant de « [...] l'une des choses les plus époustouflantes dont vous aurez jamais été témoin », et « ce documentaire terrifiant entre dans le domaine du thriller d'espionnage tiré par les cheveux - et pourtant tout est vrai ». Le critique de cinéma du New York Times, Ben Kenigsberg, a ajouté le film à la « liste des critiques » et l'a également félicité en disant que « Roher a rassemblé un regard tendu et captivant sur Navalny et son entourage ».